# Scoparia chalicodes
Scoparia chalicodes là một loài bướm đêm trong họ Crambidae.